# La Voie du fantôme
La Voie du fantôme (titre original : The Ghostway) est roman policier de Tony Hillerman, paru en 1984. C'est le troisième volet de la trilogie Jim Chee.

## Résumé
Deux truands s'affrontent en plein jour dans Shiprock, petite ville en territoire navajo. L'un meurt. Le second, blessé, prend la fuite. D'après un témoin, il est de type navajo mais ne comprend pas la langue. Il s'agirait du neveu de Hosteen Begay, vieux berger qui élève ses moutons sur les pentes de Two Gray Hills.
Jim Chee, de la police tribale navajo assiste le FBI dans sa recherche du fugitif. Ils le retrouvent près du hogan du berger, mort, et enterré dans la tradition navajo. Toutefois, quelques détails éveillent la curiosité du policier, comme le surprenant déménagement de Hosteen Begay, dont il sera très difficile de retrouver rapidement la trace dans un si vaste territoire.
Dans le même temps, la petite fille de Begay disparaît du pensionnat où elle étudiait. Chee est chargé de la retrouver. Cela le mènera notamment aux confins miséreux de Los Angeles, dans une course de vitesse avec un tueur professionnel particulièrement habile.
La voie du fantôme, est le rite guérisseur navajo qui purifie celles ou ceux qui ont été en contact avec un chindi, le fantôme, le mauvais côté de la personnalité d'un mort.
Il s'agit du troisième tome de la trilogie Jim Chee de Tony Hillerman, après Le Vent sombre et Le Peuple des ténèbres.
L'auteur poursuivra sa série de romans policiers navajos, avec Porteurs-de-peau, première rencontre de Chee et du légendaire lieutenant Joe Leaphorn.